# سیروس آموزگار
سیروس آموزگار (زاده ۱۳۱۳ بابل – درگذشته ۱۱ آبان ۱۴۰۰ پاریس) روزنامه‌نگار، نویسنده و تحلیل‌گر ایرانی بود. وی در مجله خواندنیها و همچنین مجله روشنفکر فعالیت داشت.

## زندگی
سیروس آموزگار کودکی خود را در شهر خوی، استان آذربایجان غربی و دوران ابتدایی و متوسطه را در همان شهر گذراند و از دبیرستان رازی این شهر دیپلم گرفت.
سیروس آموزگار اوایل دهه ۱۳۴۰ (خورشیدی) در رشته حقوق بین‌الملل از دانشگاه تهران فارغ التحصیل شد و همزمان در موسسه اطلاعات و مجلاتی مانند روشنفکر و خواندنیها کار می‌کرد. او دارای دکترای اقتصاد و حقوق از انگلستان و پیش از انقلاب ۱۳۵۷ استاد دانشگاه‌های ایران بود.
او در کنار نگارش مقالات فراوان سیاسی و اقتصادی در روزنامه‌ها و نشریات گوناگون، در زمینه ادبیات نیز نویسنده پرکاری بود و ۲۶ داستان بلند، ۲ اپرا، شش نمایشنامه و نزدیک به صد داستان کوتاه، و بیش از هزار نمایشنامه رادیویی نوشته‌است. یکی از داستان‌هایی که نوشت تکیه‌گاه خورشید نام داشت.
سیروس آموزگار سرپرست وزارت اطلاعات و جهانگردی در کابینه شاپور بختیار بود. وی پس از انقلاب مدتی را در زندان گذراند. در آن مدت، بسیاری از روزنامه‌نگاران و روشنفکران از او دفاع کردند. سیروس آموزگار پس از آزادی از زندان به فرانسه رفت. آموزگار در ۱۱ آبان ۱۴۰۰ پس از یک عمل جراحی در پاریس درگذشت.